# سیارک ۴۱۳۹
سیارک ۴۱۳۹ (به انگلیسی: 4139 Ulʹyanin، نامگذاری:1975VE2) چهار هزار و صد و سی و نهمین سیارک کشف شده‌است که در ۲ نوامبر ۱۹۷۵ کشف شد.
قدر مطلق سیارک برابر ۱۱٫۸۰ است.